# Peter Mertens
Ne doit pas être confondu avec Pieter Mertens.
Peter Mertens, né le 17 décembre 1969 à Wilrijk, est un homme politique belge, membre du Parti du travail de Belgique (PTB). Il est également auteur. Il est président du PTB de 2008 à 2021 et député à la Chambre fédérale depuis 2019.

## Biographie

### Jeunesse et années d'études
Peter Mertens est né à Wilrijk (Anvers) le 17 décembre 1969. Il grandit à Sint-Antonius et fréquente le collège Sint-Jan Berchmans de Westmalle en secondaire.
C'est à cette époque que le jeune Peter Mertens s'engage dans la lutte contre le racisme et le fascisme. Il suit ensuite des études de sciences politiques et sociales à l'UFSIA à Anvers. À 18 ans, il fonde l'organisation Studenten tegen Racisme (SteR). Il étudie en licence de sociologie à l'Université de Gand. En 1991, toujours à Gand, il mène le mouvement estudiantin de protestation contre la Guerre du Golfe. Par la suite, il organisera, avec le mouvement étudiant gantois, de nombreuses actions de solidarité avec les travailleurs du Boelwerf de Tamise, chantier naval menacé de fermeture. C'est à ce moment qu'il devient membre du PTB.
En 1994, il prend la présidence du Mouvement marxiste-léniniste (MML), mouvement de jeunes devenu aujourd'hui COMAC. Il participe au mouvement de grève dans le secteur de l'enseignement francophone contre les réformes envisagées par le ministre de l'enseignement supérieur de l'époque, Michel Lebrun. Cette même année, il décroche son diplôme de sociologie. Il travaillera pendant un an et demi comme ouvrier intérimaire pour des firmes et des sous-traitants du nettoyage industriel dans la zone du canal à Gand.

### Carrière politique
En 1995, lors du cinquième congrès du PTB, il est élu au Conseil national du parti en tant que président des jeunes. Trois ans plus tard, il quitte cette présidence pour devenir secrétaire politique de la section provinciale d'Anvers. Dans la province de Peter Mertens, Mie Branders est élue au conseil de district de Hoboken en 2000. En 2006, le parti gagne un deuxième siège à Hoboken et un à Deurne.
Lors du septième congrès du PTB en 2002, il est élu membre du bureau du parti.
Lors des élections fédérales de 2003, le PTB en Flandre a formé le cartel politique Resist avec la Ligue arabe-européenne (LAE) de Dyab Abou Jahjah et quelques indépendants. Tant à la Chambre qu'au Sénat, ce cartel a obtenu moins de voix que le PTB aux élections fédérales de 1999, ce qui a déclenché une crise au sein du parti. Plus tard, Mertens dira de cette période : « c'était le renouveau ou la mort ». En 2004, Mertens est élu à la direction journalière et le parti entame un processus de renouvellement. Le journaliste Walter Pauli a décrit Mertens comme l'architecte de ce renouveau. En 2007, le PTB entame son congrès du Renouveau, qui rassemble 460 délégués. Lors de la séance de clôture, le 2 mars 2008, Peter Mertens est élu pour succéder au président du parti de l'époque, Ludo Martens, en proie à des problèmes de santé. Il commence presque immédiatement à élargir son champ d'action pour s'adresser à un plus large public. Peter Mertens déclare alors dans le quotidien De Morgen que le parti va abandonner son attitude donneuse de leçons et les « grandes théories ». En tant que président, il annonce aussi immédiatement son intention de repositionner le parti, conformément aux décisions prises lors du congrès. Marx et sa critique du capitalisme restent l'inspiration du parti. Le mouvement de renouveau marque le début de l'ascension politique du PTB.
Lors des élections communales de 2012, il emmène la liste du conseil communal de la ville d'Anvers. Il est élu avec 8976 voix de préférence, ce qui fait de lui la quatrième personnalité politique la plus populaire d'Anvers, derrière Bart De Wever (N-VA), Patrick Janssens (sp.a) et Filip Dewinter (VB).
En 2014, Peter Mertens tire la liste d'Anvers pour la Chambre. Avec 26 010 voix de préférence et un score de 4,5 % dans la circonscription d'Anvers, il manque de peu le seuil électoral. Au niveau fédéral, le PTB obtient 251 276 voix, soit plus du double par rapport aux élections fédérales belges de 2010 (où le parti avait obtenu 101 088 électeurs). Pour la première fois, des membres du PTB sont élus au Parlement wallon; Raoul Hedebouw et Marco Van Hees remportent deux sièges à la Chambre des représentants.
Lors du Congrès de la Solidarité qui s'est tenu en 2015, Peter Mertens est réélu président du PTB, aux côtés de David Pestieau, vice-président, et Lydie Neufcourt, secrétaire nationale, qui assurent la direction journalière du parti.
Lors des communales de 2018, le PTB a fait une percée dans plusieurs communes et le nombre d'élus locaux et provinciaux passe de 52 à 169. Peter Mertens est réélu conseiller communal avec 11 842 voix de préférence, devancé seulement par Bart De Wever, Filip Dewinter, Wouter Van Besien (Groen) et Jinnih Beels (sp.a).

### Au Parlement fédéral
Lors des élections de 2019, Peter Mertens a mené son parti à une véritable percée politique. Le nombre de mandats parlementaires pour le PTB passe de 8 à 43. Lors des élections fédérales, le parti obtient 584 621 voix, soit plus du double par rapport à 2014. Mertens lui-même est élu à la Chambre des députés en tant que chef de groupe de la liste PTB pour la circonscription d'Anvers. Il recueille 46.802 voix de préférence, ce qui le classe 12e au niveau national pour la Chambre. Avec Greet Daems, Steven De Vuyst et Maria Vindevoghel, il devient ainsi le premier marxiste néerlandophone au Parlement fédéral depuis Louis Van Geyt (PCB) en 1981. Mertens qualifie son parti de « deuxième vainqueur » des élections, après le Vlaams Belang.
Lors de l'entrée en fonction du gouvernement De Croo en octobre 2020, Peter Mertens tire à boulets rouges sur l'accord de coalition. « Les libéraux impriment leur marque : il n’y aura pas de taxe des millionnaires, l’âge de la pension reste à 67 ans, malgré toutes les promesses, et les salaires restent bloqués », déplore-t-il. Il critiquera ensuite la taxe sur les comptes-titres proposée par le gouvernement, qu'il juge inefficace et bien loin d'un véritable impôt sur la fortune.
Le 1er janvier 2022, il cède la présidence du PTB à Raoul Hedebouw, élu à cette fonction le 5 décembre 2021 avec 94,1 % des voix, et devient secrétaire général du parti.

## Auteur
En tant que président du PTB, Peter Mertens a écrit plusieurs livres sur la politique, dont plusieurs sont devenus des best-sellers.
En 2009, il publie Priorité de gauche, pistes rouges pour sortie de crise, où il décrit la nouvelle vision de la direction que devrait prendre le parti. La suite, c'est Comment osent-ils ?, qui paraît deux ans plus tard et s'écoule à plus de 25 000 exemplaires (septembre 2016). Ce livre sera couronné par le prix Jaap Kruithof 2012 décerné par l'association locale Democratie 2000 lors des festivités de Gand. Le livre caracole pendant un an en tête des ventes d'ouvrages de non-fiction en Flandre.
En décembre 2016 paraît Au pays des profiteurs, vendu à 15 000 exemplaires, qui se classe lui aussi dans le top 10 des ouvrages de non-fiction en Flandre. Dans ce livre, Peter Mertens évoque les accointances entre les élites économiques et politiques et leurs effets, à savoir les recettes néolibérales appliquées à la reprise économique. Selon lui, une nouvelle crise est inévitable parce que l'économie réelle ne redémarre pas en Europe.
Lors de la pandémie de coronavirus, en 2020, il écrit Ils nous ont oubliés. Peter Mertens y développe la thèse selon laquelle "c'est la classe travailleuse qui fait tourner le pays, pas celle des beaux parleurs". Il qualifie le virus de virus de classe qui accentue les inégalités existantes. Le livre critique la privatisation et la commercialisation des soins de santé et plaide en faveur de soins de santé préventifs et bien financés. Peter Mertens s'inquiète également de la perspective d'une nouvelle crise économique qui, selon lui, ne pourra être évitée qu'en abandonnant les recettes néolibérales et en mettant en place une planification écologique et sociale. Ils nous ont oubliés se hisse aussi dans le top 10 des ouvrages de non-fiction. Le livre a été traduit en français, en allemand, en espagnol et en anglais.